# 숀 애스틴
숀 애스틴(Sean Astin, 1971년 2월 25일 ~ )은 미국의 배우이다. 《반지의 제왕 영화 삼부작》에서 샘와이즈 갬지 역으로 잘 알려져 있다.

## 출연 작품
- 구니스 - 미키 월쉬 역
- 특공대 닌자 거북이 - 라파엘 역
- 반지의 제왕 시리즈 - 샘와이즈 갬지 역
- 하몬드 가의 비밀
- 특수요원 오소 - 오소 역
- 버니큘라 (텔레비전 프로그램) - 체스터 역
- 기묘한 이야기 (넷플릭스 시리즈) - 밥 뉴비 역